# Extracción de la piedra de la locura (El Bosco)
La Extracción de la piedra de la locura es una de las obras pictóricas pertenecientes a la primera etapa del pintor neerlandés El Bosco realizada entre el 1475 y 1480, e incluida en un conjunto de grabados satíricos y burlescos que por entonces se realizaban en los Países Bajos. Es un óleo sobre tabla, de 48 x 35 cm. En la actualidad se encuentra en el Museo del Prado, Madrid.
El Bosco muestra la locura y la credulidad humanas. Lo que se representa en La extracción de la piedra de la locura es una especie de operación quirúrgica que se realizaba durante la Edad Media, y que según los testimonios escritos sobre ella consistía en la extirpación de una piedra que causaba la necedad del hombre. Se creía que los locos eran aquellos que tienen una piedra en la cabeza.
En la obra aparece un falso doctor que en vez de un birrete lleva un embudo en la cabeza (símbolo de la estupidez), extrae la piedra de la cabeza de un individuo mayor y grueso que mira hacia nosotros, aunque en realidad lo que está extrayendo es una flor, un tulipán. Su bolsa de dinero es atravesada por un puñal, símbolo de su estafa. Es usado como expresa crítica contra los que creen estar en posesión del saber pero que, al final, son más ignorantes que aquellos a los que pretende sanar de su «locura». Un fraile y una monja están presentes también en la escena; la religiosa lleva un libro cerrado en la cabeza, esto puede ser una especie de alegoría a la superstición y a la ignorancia de las que se acusaba fuertemente al clero; esta figura femenina puede ser entendida igualmente como una bruja con el libro de los conjuros sobre la cabeza; el fraile sostiene un cántaro de vino. El tema del cuadro unido al formato circular en que se realiza podría remitir en cierto modo a un espejo, y así parece arrojar al mundo la imagen de su propia estupidez al desear superarla de este modo tan erróneo.
La leyenda que aparece escrita en el cuadro dice Meester snyt die Keye ras, myne name is lubbert das, que significa Maestro, extráigame la piedra, mi nombre es Lubber Das. Lubber Das era un personaje satírico de la literatura holandesa que representaba la estupidez. Viene a decir "Mi nombre es tonto" o "Mi nombre es el del engañado"
La representación del fraile como borracho y la monja como ignorante podría apuntar al anticlericalismo del Bosco, influido por las corrientes religiosas prerreformistas en Flandes, como la devotio moderna, que defendían la comunión directa con Dios sin la intervención de la Iglesia oficial, a la vista del mal ejemplo de los eclesiásticos.